# Arte celta

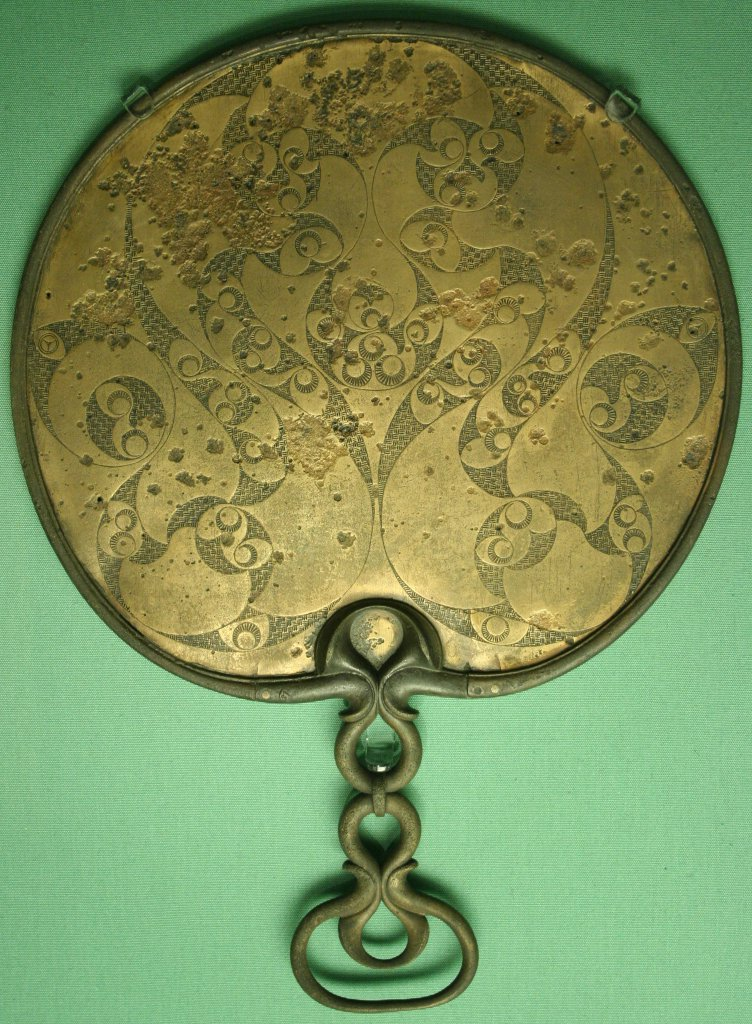
El reverso de un espejo de bronce británico, 50 a.C. - 50 d.C., que muestra el tema decorativo de espiral y trompeta del estilo "Insular" tardío de La Tène.

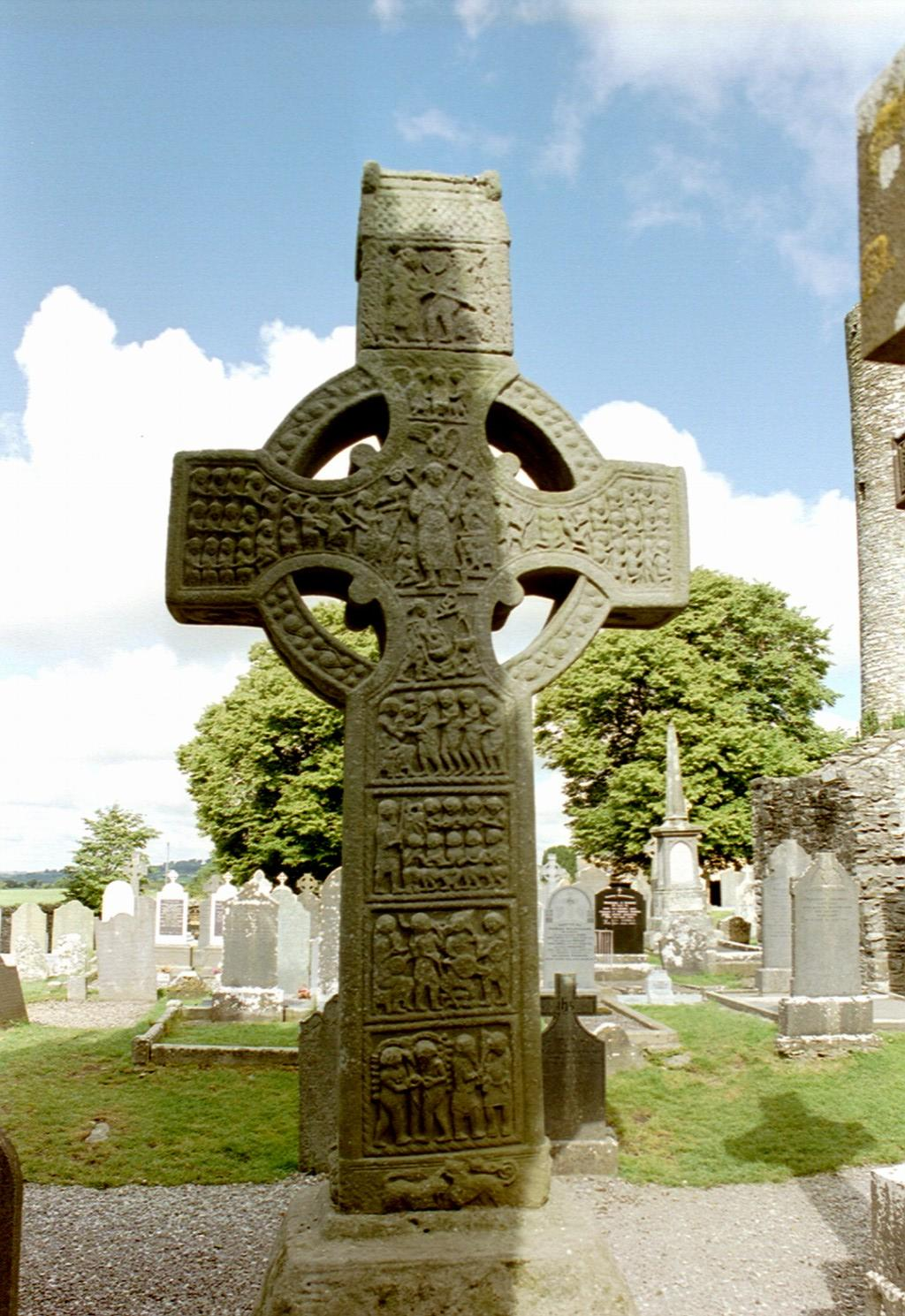
Cruz de Muiredach, Irlanda, principios del.

El término arte celta alude a las expresiones artísticas de los llamados pueblos celtas. Es, sin embargo, una categoría subjetiva y discutida, tanto como el propio concepto de "civilización celta", ya que se aplica a un período de tiempo muy dilatado y a múltiples culturas relacionadas pero diferentes entre sí.
De hecho, la expresión "arte celta" se emplea sobre todo en relación con el arte pagano tardío y cristiano temprano de las islas británicas, cuya más notable expresión son los manuscritos ilustrados altomedievales ricamente ornamentados con elementos estéticos propios del arte nativo insular. Ejemplos son el Libro de Kells, el Libro de Durrow o los Evangelios de Lindisfarne. También destacan las piedras pictas (escocesas), y los cálices, broches y cruces celtas irlandeses.
El arte celta se asocia con los pueblos conocidos como celtas; aquellos que hablaban las lenguas celtas en Europa desde la prehistoria hasta el periodo moderno, así como el arte de pueblos antiguos cuya lengua es incierta, pero que tienen similitudes culturales y estilísticas con los hablantes de lenguas celtas.
El arte celta es un término difícil de definir, ya que abarca una enorme extensión de tiempo, geografía y culturas. Se ha defendido la continuidad artística en Europa a partir de la Edad del Bronce y, de hecho, de la anterior Edad Neolítica; sin embargo, los arqueólogos suelen utilizar el término "celta" para referirse a la cultura de la Edad del Hierro europea desde aproximadamente el año 1000 a. C. en adelante, hasta la conquista por parte del Imperio Romano de la mayor parte del territorio en cuestión, y los historiadores del arte suelen empezar a hablar de "arte celta" sólo a partir del periodo de la La Tène (a grandes rasgos, entre el V y el siglo I a. C.). El arte celta temprano es otro término utilizado para este período, que se extiende en Gran Bretaña hasta aproximadamente el año 150 d. C. El arte medieval temprano de Gran Bretaña e Irlanda, que produjo el Libro de Kells y otras obras maestras, y es lo que evoca el "arte celta" para gran parte del público general en el mundo de habla inglesa, se llama arte insular en la historia del arte.  Es la parte más conocida, pero no la totalidad, del arte celta de la Alta Edad Media, que también incluye el arte picto de Escocia.
Ambos estilos absorbieron considerables influencias de fuentes no celtas, pero mantuvieron la preferencia por la decoración geométrica sobre los temas figurativos, que a menudo son extremadamente estilizados cuando aparecen; las escenas narrativas sólo aparecen bajo influencia externa. Son características las formas circulares enérgicas, los triskeles y las espirales.  Gran parte del material conservado es de metal precioso, lo que sin duda da una imagen muy poco representativa, pero aparte de las piedras pictas y las cruces altas insulares, la gran escultura monumental, incluso con talla decorativa, es muy rara.  Posiblemente las pocas figuras masculinas de pie que se han encontrado, como el Guerrero de Hirschlanden y el llamado "Señor de Glauberg", eran originalmente comunes en madera.
También está cubierto por el término el arte visual del Renacimiento Celta (en general más notable para la literatura) desde el siglo XVIII hasta la era moderna, que comenzó como un esfuerzo consciente de los Celtas Modernos, principalmente en las islas británicas, para expresar la autoidentificación y el nacionalismo, y se hizo popular mucho más allá de las naciones celtas, y cuyo estilo sigue siendo actual en varias formas populares, desde la cruz celta monumentos funerarios hasta los tatuajes entrelazados.  Coincidiendo con los inicios de una comprensión arqueológica coherente de los periodos anteriores, el estilo utilizaba conscientemente motivos copiados estrechamente de obras de los periodos anteriores, más a menudo del Insular que de la Edad del Hierro.  Otra influencia fue la del arte "vegetal" de la Tène tardía sobre el movimiento Art Nouveau.
Por lo general, el arte celta es ornamental, evitando las líneas rectas y utilizando sólo ocasionalmente la simetría, sin la imitación de la naturaleza central en la tradición del clásico, que a menudo implica un complejo simbolismo. El arte celta ha utilizado una variedad de estilos y ha mostrado influencias de otras culturas en su trabajo de nudos, espirales, patrones de llaves, letras, zoomorfos, formas de plantas y figuras humanas. Como dice la arqueóloga Catherine Johns "El arte celta tiene en común, a lo largo de un amplio período cronológico y geográfico, un exquisito sentido del equilibrio en la disposición y el desarrollo de los motivos. Las formas curvilíneas se disponen de manera que las áreas y los espacios positivos y negativos forman un conjunto armonioso. El control y la moderación se ejercen en el uso de la textura y el relieve de la superficie. Se diseñaron patrones curvilíneos muy complejos para cubrir con precisión las superficies más incómodas e irregulares".

El arte celta insular, con sus característicos motivos de lazos y espirales, está estrechamente relacionado con (e influenciado por) el arte ornamental y zoomórfico vikingo, sobre todo el estilo Borre.

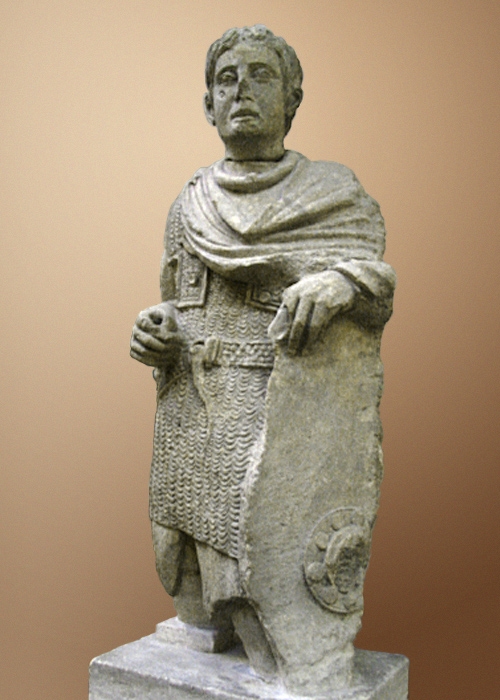
Guerrero de Vachères, arte galorromano en Francia.

## Antecedentes
Los antiguos pueblos ahora llamados "celtas" hablaban un grupo de lenguas que tenían un origen común en la lengua indoeuropea conocida como celta común o protocelta. Este origen lingüístico compartido fue en su día ampliamente aceptado por los estudiosos como indicación de pueblos con un origen genético común en el suroeste de Europa, que habían difundido su cultura mediante la emigración y la invasión. Los arqueólogos identificaron varios rasgos culturales de estos pueblos, incluidos los estilos artísticos, y los relacionaron con la anterior cultura de Hallstatt y la cultura de La Tène. Estudios genéticos más recientes han indicado que no todos los grupos celtas tienen una ascendencia compartida, y han sugerido una difusión y propagación de la cultura sin que necesariamente haya habido un movimiento significativo de pueblos. El grado en que la lengua, la cultura y la genética "celtas" coincidieron e interactuaron durante los períodos prehistóricos sigue siendo muy incierto y controvertido.

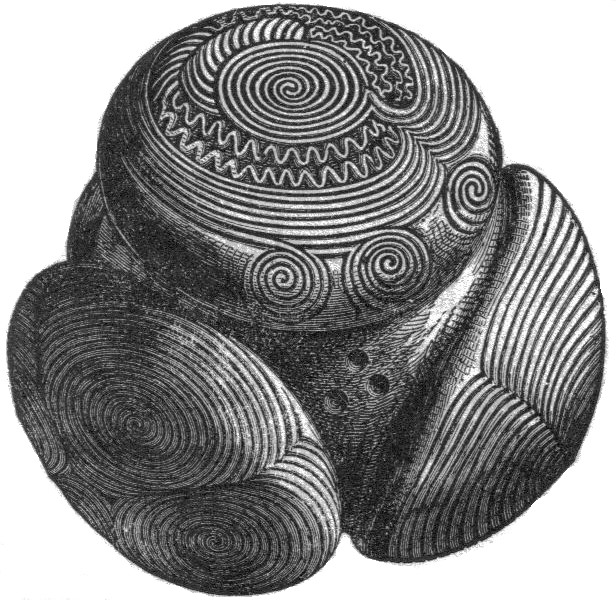
Bola de piedra tallada de Towie en Aberdeenshire, datada entre el 3200 y el 2500 a.C.

El arte celta se asocia con los pueblos conocidos como celtas; aquellos que hablaban las lenguas celtas en Europa desde la prehistoria hasta el período moderno, así como el arte de los pueblos antiguos cuya lengua es incierta, pero tienen similitudes culturales y estilísticas con los hablantes de las lenguas celtas.
El término "celta" se utilizaba en la época clásica como sinónimo de los galos (Κελτοι, Celtae). Su forma inglesa es moderna, atestiguada desde 1607. A finales del siglo XVII, el trabajo de eruditos como Edward Lhuyd llamó la atención de los académicos sobre los vínculos históricos entre el galo y los pueblos que hablaban Brythonic y Goidelic, a partir de lo cual el término se aplicó no sólo a los celtas continentales sino también a los de Gran Bretaña e Irlanda.
Luego, en el siglo XVIII, el interés por el "primitivismo", que llevó a la idea del "noble salvaje", trajo una ola de entusiasmo por todo lo celta y druida. El "renacimiento irlandés" llegó después de la Emancipación católica Ley de 1829 como un intento consciente de demostrar una identidad nacional irlandesa, y con su contrapartida en otros países se convirtió posteriormente en el "Renacimiento celta".

## Características del arte céltico insular

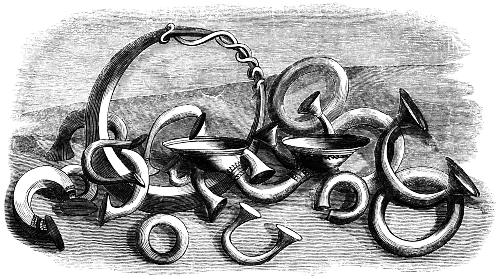
Anillos celtas, que empleaban como moneda..

- Abstracción geométrica: se desmaterializa el arte, guardando solo las líneas esenciales de la figura representada o incluso prescindiendo totalmente de ella (espirales, entrelazados, etc.). Las formas se reducen a esquemas geométricos.
- Creatividad: muchas veces la obra solo es un pretexto para dar rienda suelta a la técnica y la imaginación del artista.
- Horror vacui: el llamado horror al vacío, acuñado por los egipcios, también es muy característico del arte celta. No se encuentra prácticamente ningún punto vacío en el espacio dispuesto por el artista.
- Zoomorfismo: los animales, sean una especie existente o bien de carácter fantástico, tienen preferencia a la hora de ser incluidos en la decoración céltica. Probablemente estas figuras tuvieron en su origen un carácter totémico.
- Predominancia de lo ornamental sobre el contenido: el artista celta puede situar una escena en el centro de la obra pero siempre se recreará en los adornos secundarios, que parecen ser lo más atractivo para él y que reflejan mejor su manera de expresarse.

En resumen, el arte céltico se caracteriza por su simbolismo y gusto por la geometría, produciendo una sensación de "caos ordenado" con sus formas abigarradas pero simétricas. No desconoce cierto naturalismo, pero estiliza lo plasmado huyendo del realismo total.

## Períodos pre-célticos
La primera cultura arqueológica que se denomina convencionalmente celta, la cultura de Hallstatt (a partir de "Hallstatt C"), procede de la primera Edad de Hierro europea, c. 800-450 a. C.  No obstante, el arte de este período y de los posteriores refleja una considerable continuidad, y algunas correspondencias a largo plazo, con el arte anterior de las mismas regiones, lo que puede reflejar el énfasis de los estudios recientes en la "celtización" por aculturación entre una población relativamente estática, en contraposición a las antiguas teorías de las migraciones e invasiones.  El arte megalítico en gran parte del mundo utiliza un misterioso vocabulario similar de círculos, espirales y otras formas curvas, pero es llamativo que los restos más numerosos en Europa sean los grandes monumentos, con muchos dibujos en roca dejados por la cultura del Valle del Boyne en Irlanda durante el Neolíttico, a pocos kilómetros de los centros de arte insular altomedieval, unos 4.000 años después.  Otros centros, como Bretaña, se encuentran también en zonas que siguen definiéndose como celtas en la actualidad.  Otras correspondencias se dan entre las lúnulas de oro y los grandes collares de la Edad del Bronce Irlanda y Europa y los torcs de los celtas de la Edad de Hierro, todos ellos ornamentos elaborados que se llevan alrededor del cuello.  Las terminaciones en forma de trompeta de varios tipos de joyas irlandesas de la Edad del Bronce también recuerdan a los motivos populares de la decoración celta posterior.

## Edad del Hierro; Arte Celta Temprano

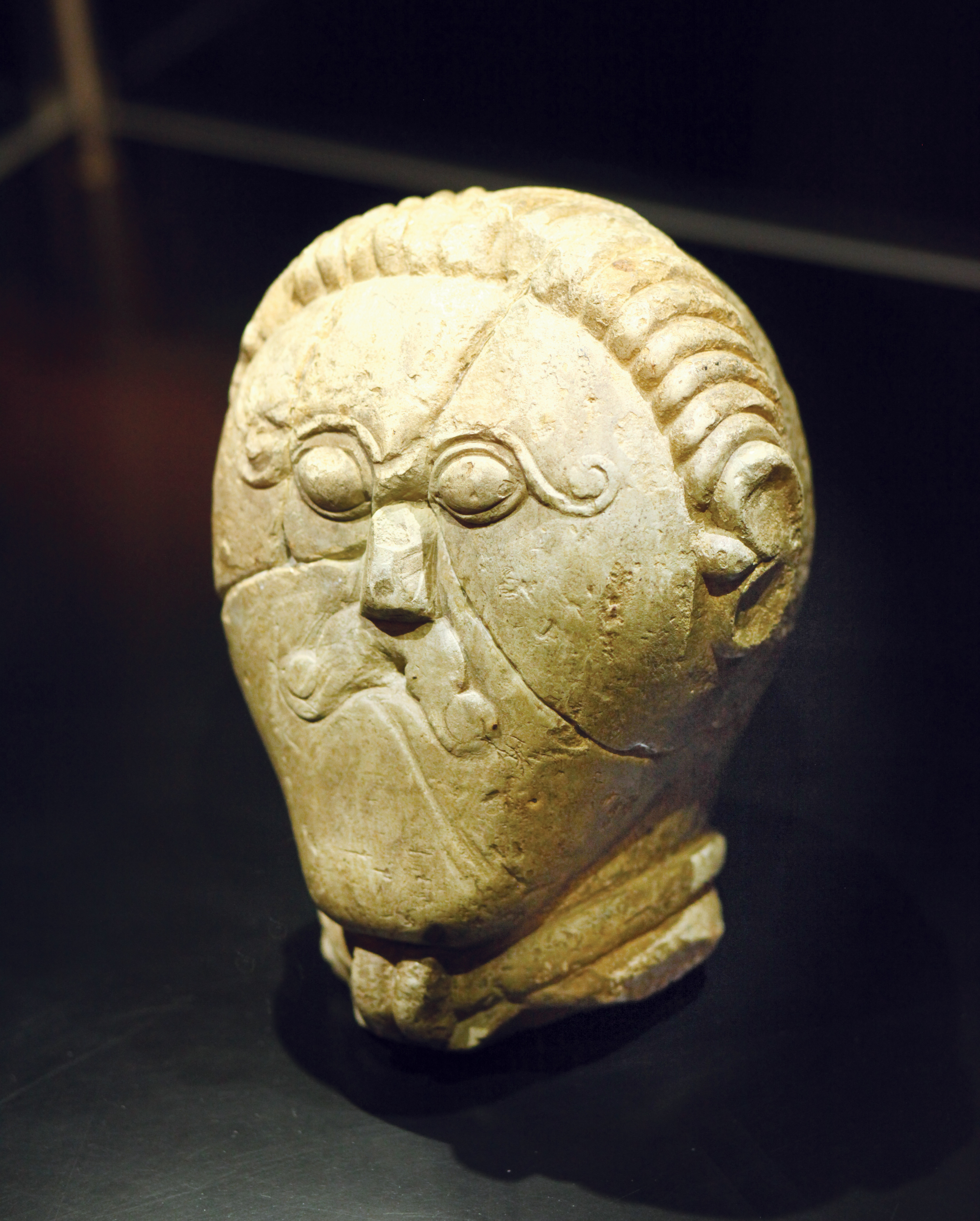
Cabeza de piedra de Mšecké Žehrovice, República Checa, con un torc, cultura de La Tène tardía.

A diferencia de la cultura rural de los habitantes de la Edad de Hierro de las modernas "naciones celtas", la cultura celta continental de la Edad de Hierro presentaba muchos grandes asentamientos fortificados, algunos muy grandes, para los que ahora se utiliza la palabra romana para "ciudad", oppidum.  Las élites de estas sociedades poseían una riqueza considerable, e importaban objetos grandes y costosos, a veces francamente llamativos, de las culturas vecinas, algunos de los cuales han sido recuperados de tumbas.  La obra del alemán emigrado a Oxford, Paul Jacobsthal, sigue siendo la base del estudio del arte de la época, especialmente su Early Celtic Art de 1944.
La cultura de Halstatt produjo arte con ornamento geométrico, pero marcado por patrones de líneas rectas y rectángulos en lugar de curvas; el patrón es a menudo intrincado, y llena todo el espacio disponible, y al menos en este aspecto se parece a los estilos celtas posteriores.  Los lingüistas suelen estar convencidos de que la cultura de Halstatt se originó entre personas que hablaban lenguas celtas, pero los historiadores del arte suelen evitar describir el arte de Halstatt como "celta".
A medida que la sociedad de Halstatt se fue enriqueciendo y, a pesar de no tener salida al mar en su zona principal, se vinculó mediante el comercio con otras culturas, especialmente del Mediterráneo, comienzan a aparecer objetos importados de estilos radicalmente diferentes, incluso sedas chinas. Un ejemplo famoso es el krater griego de la Tumba de Vix en el Burgoña, que fue fabricado en la Magna Graecia (el sur griego de Italia) hacia el año 530 a. C., unas décadas antes de ser depositado.  Se trata de un enorme recipiente de bronce para mezclar vino, con una capacidad de 1.100 litros. Otra enorme vasija griega en la tumba del príncipe de Hochdorf está decorada con tres leones recostados en el borde, uno de los cuales es una sustitución de un artista celta que apenas intenta copiar el estilo griego de los otros. Las formas características de la cultura de Hallstatt pueden encontrarse tan lejos de la zona principal de Europa Central de la cultura como Irlanda, pero mezcladas con tipos y estilos locales.

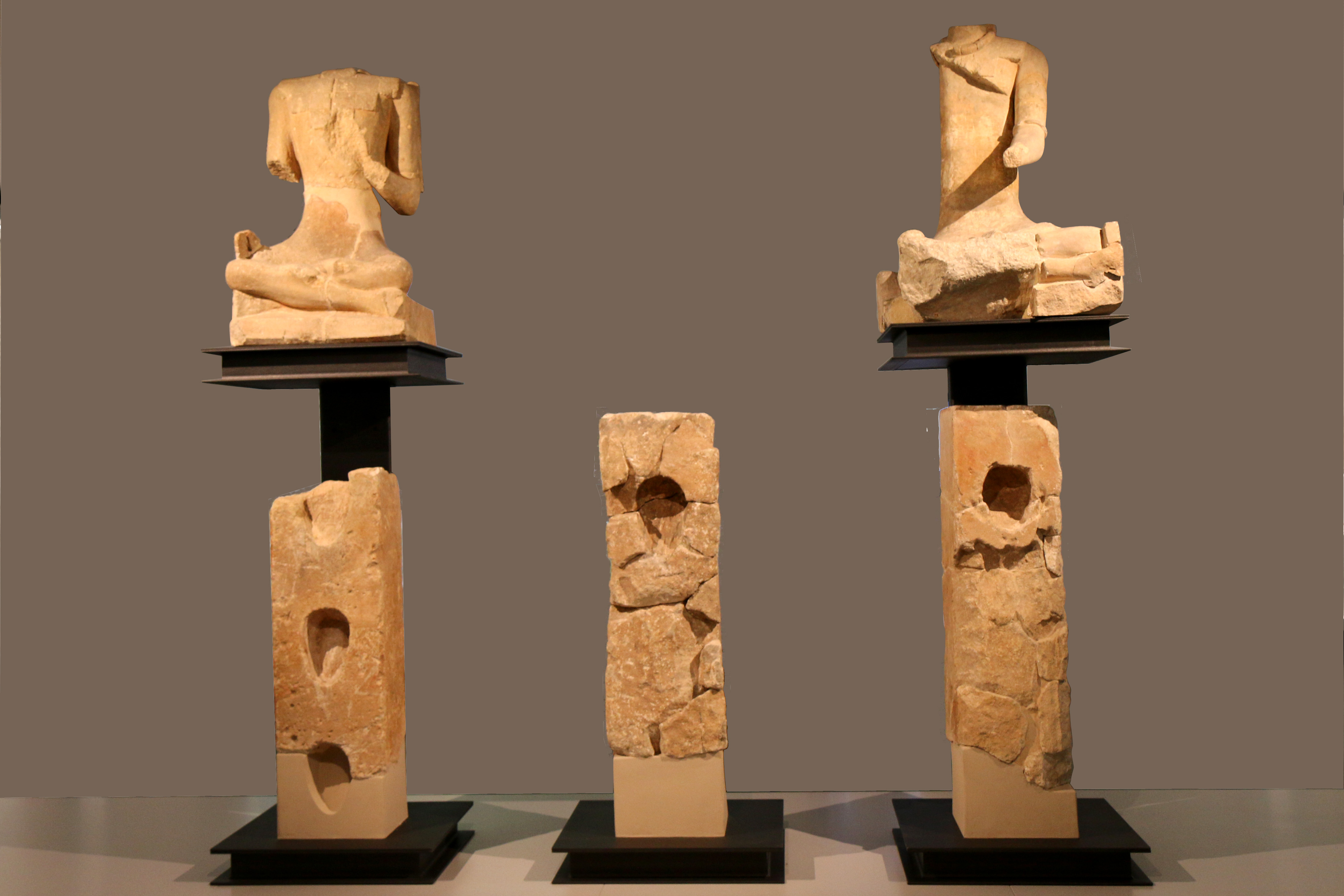
Escultura de Roquepertuse, incluyendo "cráneo-nichos" y figuras sentadas.

Aparecen figuras de animales y humanos, sobre todo en obras con un elemento religioso. Entre los objetos más espectaculares se encuentran los "carros de culto" de bronce, que son grandes carros con ruedas que contienen grupos apiñados de figuras de pie, a veces con un gran cuenco montado en un eje en el centro de la plataforma, probablemente para las ofrendas a los dioses; se han encontrado algunos ejemplos en tumbas. Las figuras están modeladas de forma relativamente sencilla, sin mucho éxito en el naturalismo anatómico detallado en comparación con las culturas más al sur, pero logrando a menudo un efecto impresionante.  También hay una serie de figuras de piedra solas, a menudo con una "corona de hojas" - dos proyecciones redondeadas y planas, "que se asemejan a un par de comas hinchadas", que se elevan detrás y al lado de la cabeza, probablemente un signo de divinidad.
Las cabezas humanas solas, sin cuerpo, son mucho más comunes, apareciendo frecuentemente en relieve en todo tipo de objetos. En el periodo de La Tène las caras surgen a menudo (junto con las cabezas de pájaros) de una decoración que al principio parece abstracta, o de origen vegetal.  Se realizan juegos con rostros que cambian al ser vistos desde diferentes direcciones.  En las figuras que muestran el cuerpo entero, la cabeza suele ser excesivamente grande.  Hay pruebas de que la cabeza humana tenía una importancia especial en las creencias religiosas celtas.
Los conjuntos más elaborados de escultura en piedra, incluyendo relieves, proceden del sur de Francia, en Roquepertuse y Entremont, cerca de las zonas colonizadas por los griegos. Es posible que grupos similares en madera estuvieran muy extendidos. Roquepertuse parece haber sido un santuario religioso, cuyo trabajo en piedra incluye lo que se cree que eran nichos donde se colocaban las cabezas o cráneos de los enemigos.  Están datados en el siglo III a. C., o a veces antes.
En general, el número de hallazgos de alta calidad no es grande, sobre todo si se compara con el número de supervivencias de las culturas mediterráneas contemporáneas, y hay una división muy clara entre los objetos de élite y los bienes mucho más sencillos utilizados por la mayoría del pueblo.  Hay muchas torcas y espadas (el yacimiento de La Tène produjo más de 3.000 espadas, aparentemente ofrendas votivas), pero los hallazgos más conocidos, como la cabeza checa de arriba, las placas de zapatos de Hochdorf y el Casco de Waterloo, no suelen tener otros hallazgos similares para comparar.  Es evidente que el contenido religioso en el arte es raro, pero se sabe poco sobre el significado que la mayor parte de la decoración de los objetos prácticos tenía para sus creadores, y el tema y el significado de los pocos objetos sin función práctica es igualmente poco claro.

### Galería de Hallstatt

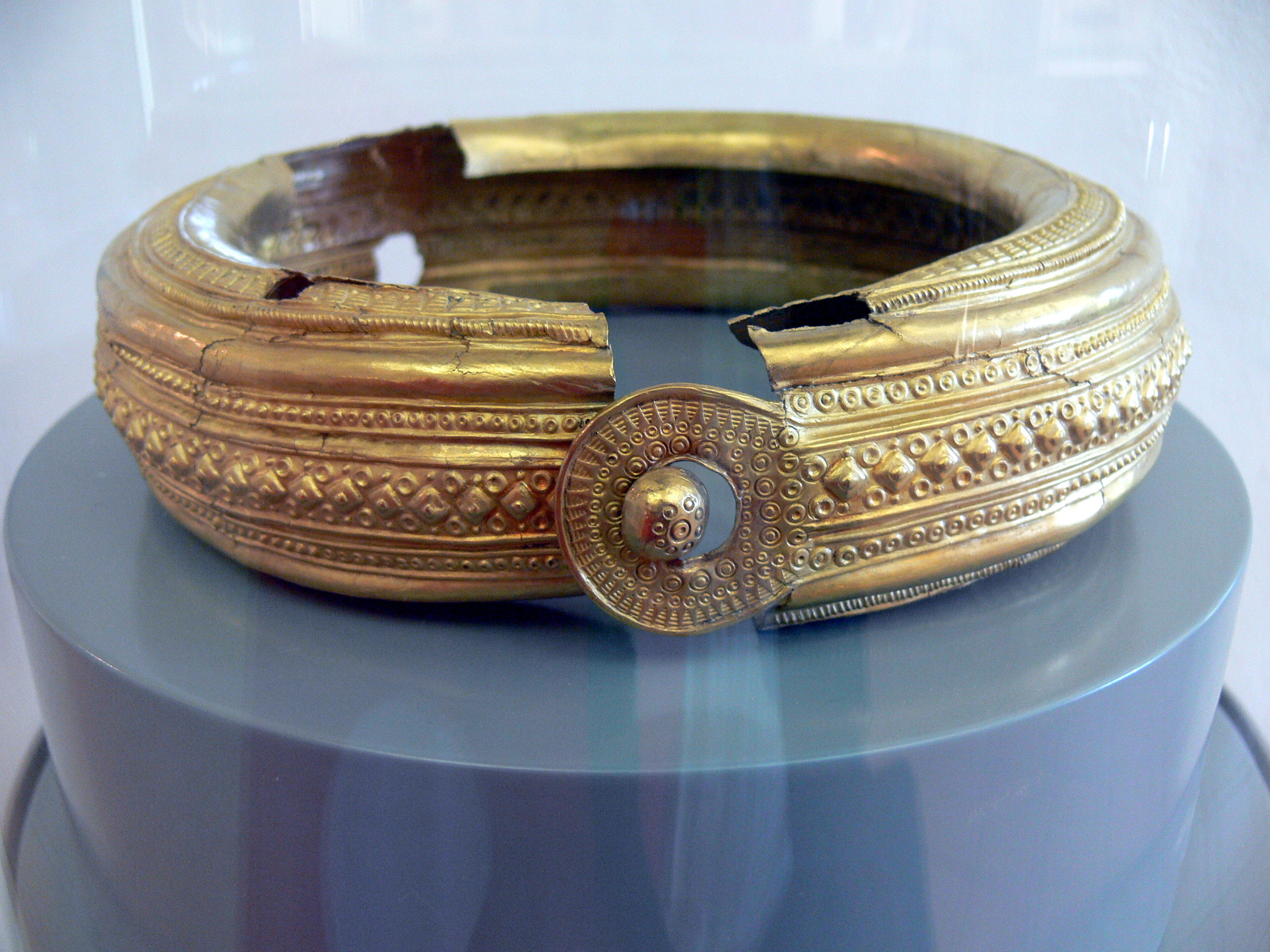
Collar de oro de Hallstatt tardío de Austria, c. 550 a.C.
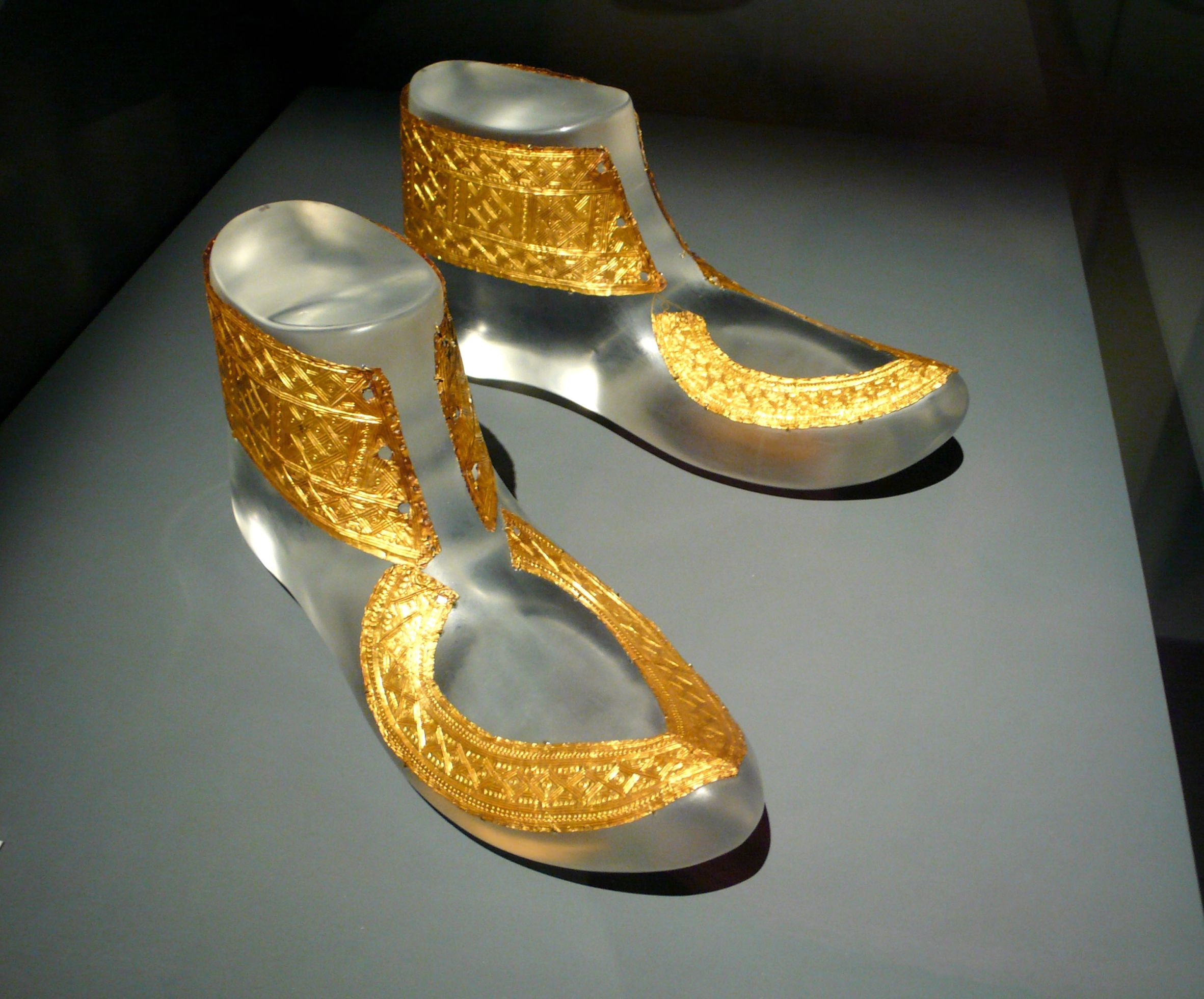
Placas de oro para zapatos de la tumba del príncipe de Hochdorf, Alemania, c. 530 a.C.
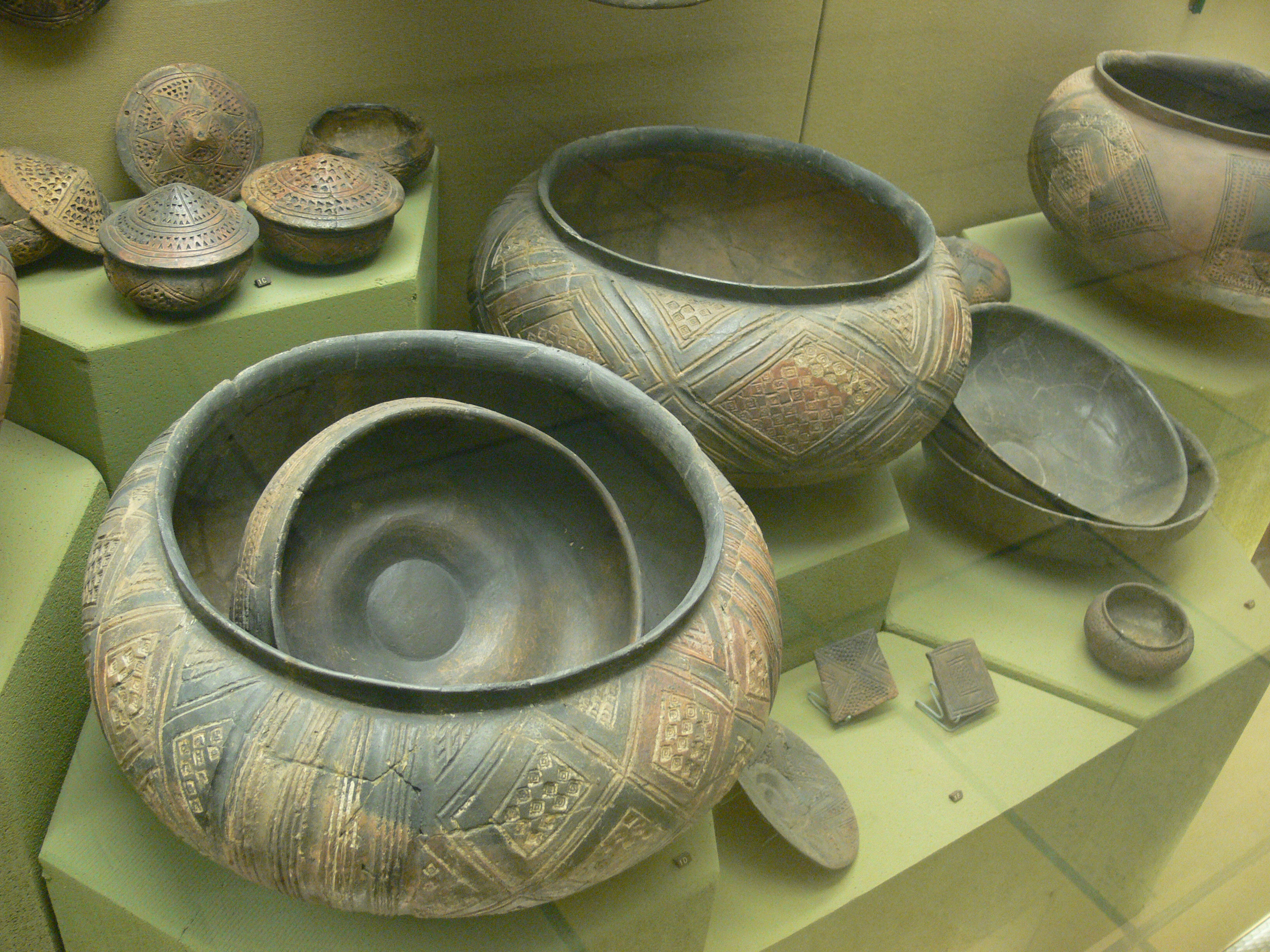
Terraza de Heuneburg, Alemania
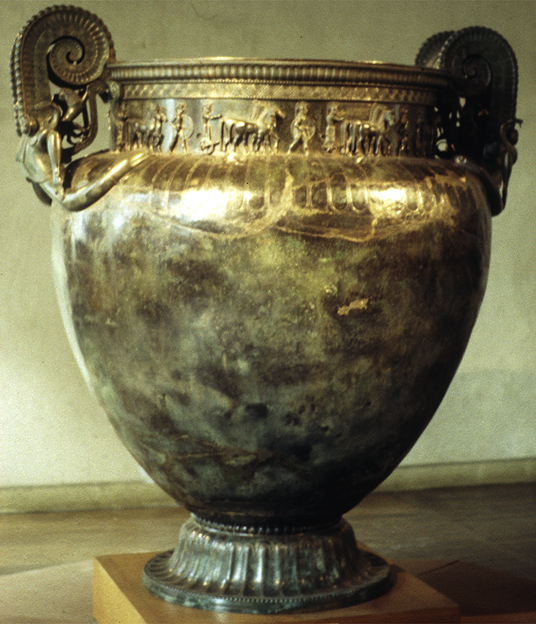
Crátera griega importada de Vix, encontrado en la Tumba de Vix, Francia.

## Arteceltíbero

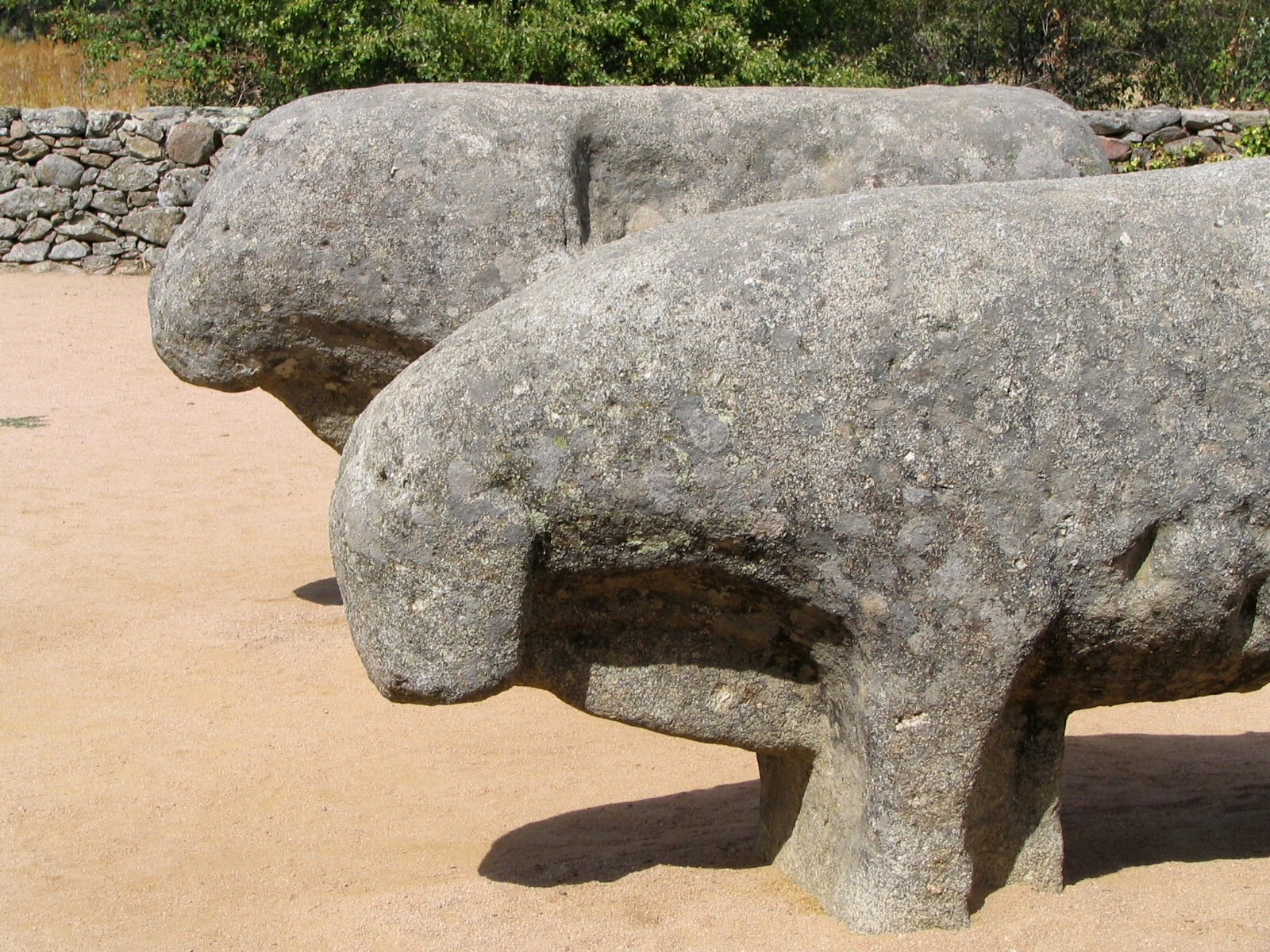
Toros de Guisando.

Su construcción más característica son los castros, poblados con recintos amurallados levantados en las cimas de los montes, que se localizan en las áreas ocupadas por los celtas en el valle del Duero o en Galicia: Las Cogotas (Ávila) y Castro de Santa Trega (Pontevedra), respectivamente.
Algo más tardía y en relación con la cultura ibérica, son las ciudades de los arévacos, algunas de ellas con gran desarrollo urbanístico como en Numancia, y otras más primitivas, excavadas las casas y calles sobre la roca como en Termancia.
La escultura está representada fundamentalmente por los verracos, figuras de animales que se asemejan a toros, protectores de la ganadería. Son característicos de esta escultura animalista los Toros de Guisando (Ávila).

## Obras del Arte Celta
- Acrópolis de Roquepertuse
- Broche de Tara
- Caldero de Gundestrup
- Cáliz de Ardagh
- Cáliz de Derrynaflan
- Evangelios de Lindisfarne
- Libro de Kells
- Libro de Durrow
- Cruz de Muiredach